# Gommecourt (Yvelines)
Gommecourt ist eine französische Gemeinde mit 621 Einwohnern (Stand: 1. Januar 2022) im Département Yvelines in der Region Île-de-France. Sie gehört zum Arrondissement Rambouillet und zum Kanton Bonnières-sur-Seine. Die Einwohner werden Gommecourtois genannt.

## Geographie
Gommecourt ist die nördlichste Gemeinde des Départements Yvelines. Sie liegt etwa 59 Kilometer westnordwestlich von Paris an der Seine an der Grenze zum Département Eure. Der Epte begrenzt die Gemeinde im Norden. Umgeben wird Gommecourt von den Nachbargemeinden Sainte-Geneviève-lès-Gasny im Norden und Nordwesten, Gasny im Nordosten, La Roche-Guyon im Osten und Nordosten, Freneuse im Süden und Südosten, Bennecourt im Südwesten sowie Limetz-Villez im Westen.

## Bevölkerungsentwicklung
| Jahr                      | 1962 | 1968 | 1975 | 1982 | 1990 | 1999 | 2006 | 2012 |
| Einwohner                 | 394  | 376  | 405  | 454  | 559  | 567  | 636  | 672  |
| Quelle: Cassini und INSEE |      |      |      |      |      |      |      |      |

## Sehenswürdigkeiten
- Kirche Saint-Crépin-Saint-Créphinien aus dem 13./14. Jahrhundert, Monument historique seit 1996

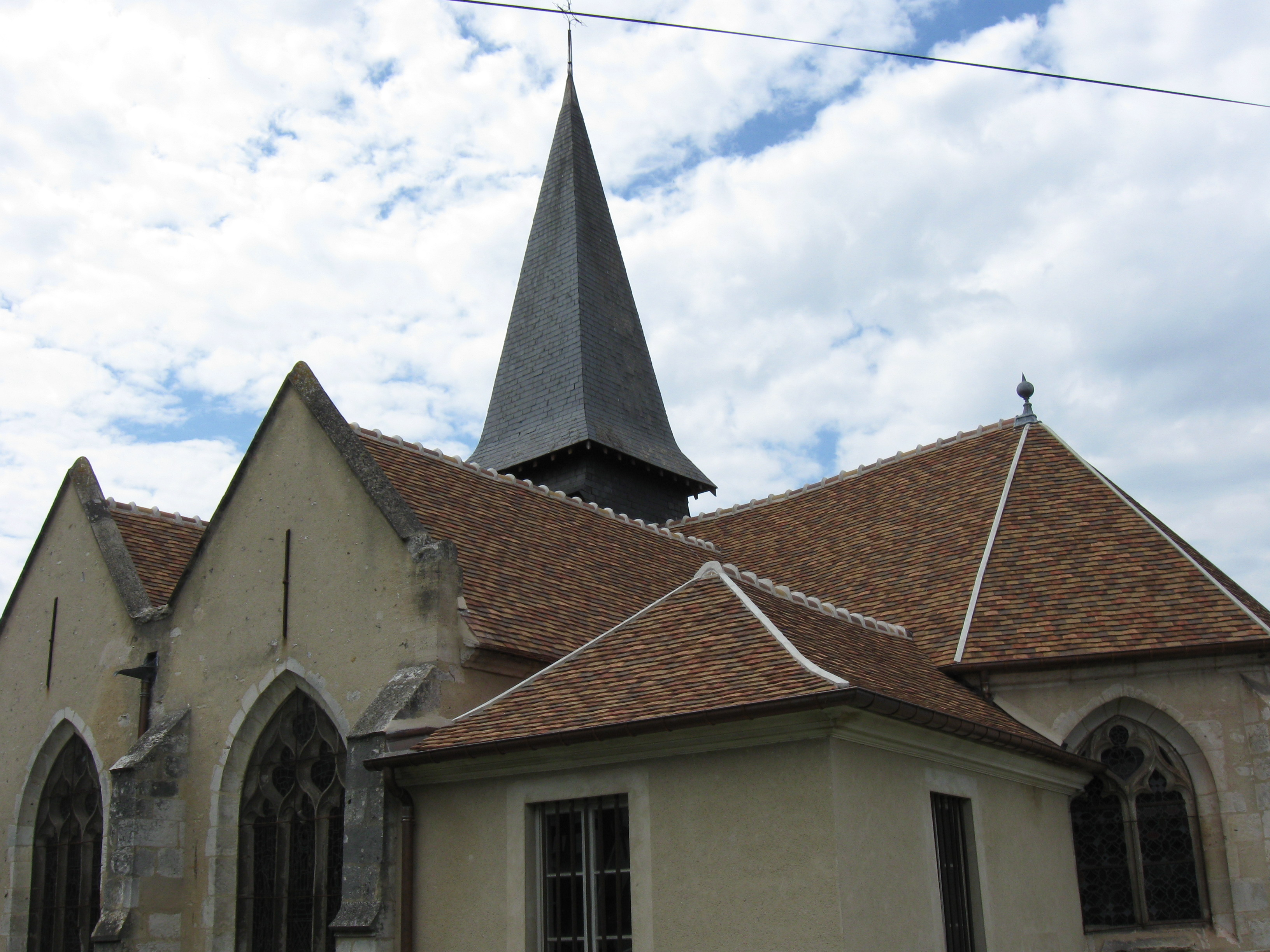
Kirche Saint-Crépin-Saint-Créphinien